# صنسيت (يوتا)
صنسيت (بالإنجليزية: Sunset, Utah)‏ هي مدينة تقع في الولايات المتحدة في مقاطعة دافيز. يقدر عدد سكانها بـ 5,136 نسمة ومساحتها 3.8 كم2 وترتفع عن سطح البحر 1,375 متر.

## التركيبة السكانية
حدّد مكتب تعداد الولايات المتحدة بيانات التركيبة السكانية لصنسيت في تعداد الولايات المتحدة. في ما يلي، التركيبة السكانية حسب تعدادي 2000 و2010.

### تعداد عام 2000
بلغ عدد سكان صنسيت 5,204 نسمة بحسب تعداد عام 2000، وبلغ عدد الأسر 1,785 أسرة وعدد العائلات 1,435 عائلة مقيمة في المدينة. في حين سجلت الكثافة السكانية 1,373.1 نسمة لكل كيلومتر مربع (3,556.3/ميل2). وبلغ عدد الوحدات السكنية 1,832 وحدة بمتوسط كثافة قدره 483.4 لكل كيلومتر مربع (1,252.0/ميل2).
وتوزع التركيب العرقي للمدينة بنسبة 86.88% من البيض و1.56% من الأمريكيين الأفارقة و0.92% من الأمريكيين الأصليين و2.75% من الأمريكيين ذوي الأصول الآسيوية و0.15% من سكان جزر المحيط الهادئ و4.73% من الأعراق الأخرى و3.02% من عرقين مختلطين أو أكثر و10.51% من الهسبانيون أو اللاتينيون من أي عرق.
بلغ عدد الأسر 1,785 أسرة كانت نسبة 45% منها لديها أطفال تحت سن الثامنة عشر تعيش معهم، وبلغت نسبة الأزواج القاطنين مع بعضهم البعض 61.6% من أصل المجموع الكلي للأسر، ونسبة 13.3% من الأسر كان لديها معيلات من الإناث دون وجود شريك،  بينما كانت نسبة 5.5% من الأسر لديها معيلون من الذكور دون وجود شريكة وكانت نسبة 19.6% من غير العائلات. تألفت نسبة 15.4% من أصل جميع الأسر من عدة أفراد يعيشون في نفس المنزل ونسبة 6.2% كانت تتألف من شخص يعيش بمفرده يبلغ من العمر 65 عاماً أو أكثر. وبلغ متوسط حجم الأسرة المعيشية 2.92، أما متوسط حجم العائلات فبلغ 3.24.
بلغ العمر الوسطي للسكان 29.2 عاماً. وكانت نسبة 30.4% من القاطنين تحت سن الثامنة عشر، وكانت نسبة 11.4% بين الثامنة عشر والرابعة والعشرين عاماً، ونسبة 28.7% كانت واقعةً في الفئة العمرية ما بين الخامسة والعشرين والرابعة والأربعين عاماً، ونسبة 17.2% كانت ما بين الخامسة والأربعين والرابعة والستين، ونسبة 12.3% كانت ضمن فئة الخامسة والستين عاماً فما فوق. يوجد لكل 100 أنثى 101.5 ذكر، ويوجد لكل 100 أنثى في الثامنة عشر من عمرها فما فوق 99.3 ذكر.
بلغ متوسط دخل الأسرة في المدينة 41,726 دولارًا، أما متوسط دخل العائلة فبلغ 44,458 دولارًا. وكان متوسط دخل الذكور 30,423 دولارًا مقابل 23,262 دولارًا للإناث. وسجل دخل الفرد الخاص بالمدينة 16,078 دولارًا. وكانت نسبة 7.3% من العائلات ونسبة 7.8% من السكان تحت خط الفقر، وكان من هؤلاء نسبة 12.8% تحت سن الثامنة عشر ونسبة 1.6% في الخامسة والستين من العمر وما فوق.

### تعداد عام 2010
بلغ عدد سكان صنسيت 5,122 نسمة بحسب تعداد عام 2010، وبلغ عدد الأسر 1,734 أسرة وعدد العائلات 1,298 عائلة مقيمة في المدينة. في حين سجلت الكثافة السكانية 1,351.5 نسمة لكل كيلومتر مربع (3,500.4/ميل2). وبلغ عدد الوحدات السكنية 1,826 وحدة بمتوسط كثافة قدره 481.8 لكل كيلومتر مربع (1,247.9/ميل2).
وتوزع التركيب العرقي للمدينة بنسبة 83.33% من البيض و1.44% من الأمريكيين الأفارقة و0.68% من الأمريكيين الأصليين و2.38% من الأمريكيين ذوي الأصول الآسيوية و0.29% من سكان جزر المحيط الهادئ و7.18% من الأعراق الأخرى و4.69% من عرقين مختلطين أو أكثر و15.33% من الهسبانيون أو اللاتينيون من أي عرق.
بلغ عدد الأسر 1,734 أسرة كانت نسبة 43.9% منها لديها أطفال تحت سن الثامنة عشر تعيش معهم، وبلغت نسبة الأزواج القاطنين مع بعضهم البعض 52.2% من أصل المجموع الكلي للأسر، ونسبة 14% من الأسر كان لديها معيلات من الإناث دون وجود شريك،  بينما كانت نسبة 8.7% من الأسر لديها معيلون من الذكور دون وجود شريكة وكانت نسبة 25.1% من غير العائلات. تألفت نسبة 20.1% من أصل جميع الأسر من عدة أفراد يعيشون في نفس المنزل ونسبة 7.4% كانت تتألف من شخص يعيش بمفرده يبلغ من العمر 65 عاماً أو أكثر. وبلغ متوسط حجم الأسرة المعيشية 2.95، أما متوسط حجم العائلات فبلغ 3.37.
بلغ العمر الوسطي للسكان 29.8 عاماً. وكانت نسبة 31.8% من القاطنين تحت سن الثامنة عشر، وكانت نسبة 9.3% بين الثامنة عشر والرابعة والعشرين عاماً، ونسبة 29.5% كانت واقعةً في الفئة العمرية ما بين الخامسة والعشرين والرابعة والأربعين عاماً، ونسبة 17.2% كانت ما بين الخامسة والأربعين والرابعة والستين، ونسبة 12.2% كانت ضمن فئة الخامسة والستين عاماً فما فوق. وتوزع التركيب الجنسي للسكان بنسبة 50.7% ذكور و49.3% إناث.